# Claës Wersäll
Claës Richard Wersäll (født 17. november 1848 i Skara, død 19. december 1919 i Enköping) var en svensk politiker og embedsmand, der blandt andet var finansminister 1895–1897.
Han havde ti børn, heriblandt tre olympiske deltagere: Ture, Gustaf og Claës-Axel Wersäll.